# 1890 au Québec
Cet article traite des événements survenus en 1890 au Québec. 

## Événements

### Janvier
- 7 janvier : 
  - ouverture de la quatrième session de la 6e législature. Le discours du Trône annonce l'abolition prochaine des ponts à péage et une augmentation du nombre de districts électoraux. De nouvelles négociations avec Ottawa sont prévues pour faire avancer la frontière nord du Québec jusqu'à l'Ungava[1].
  - la chanteuse d'origine québécoise Emma Lajeunesse inaugure la salle de spectacle de l'Auditorium de Chicago dans une prestation lors d'un opéra italien[2].
- 15 janvier : Omer Dostaler, candidat du Parti national de Mercier, remporte l'élection partielle de Berthier[3].
- 22 janvier : le député conservateur fédéral D'Alton McCarthy présente à la Chambre des communes un projet de loi devant faire disparaître le caractère bilingue des Territoires du Nord-Ouest[4].
- 25 janvier : l'église de Beauport, nouvellement construite, est entièrement détruite par un incendie[5].

### Février
- 17 février : l'avocat et enseignant Jules Frémont remporte l'élection à la mairie de Québec[6].
- 18 février : le ministre fédéral de la Justice, John Thompson, présente une motion laissant à une prochaine législature des Territoires du Nord-Ouest le mandat de légiférer sur la question linguistique[7].
- 21 février : 
  - la motion Thompson est votée par 149 voix contre 50[8].
  - dans son discours du budget, le trésorier Joseph Shehyn fait part de l'intention du gouvernement Mercier d'obtenir un nouvel emprunt, l'ampleur du déficit s'étant accentuée au cours des années[3].

### Mars
- 1er mars : Jules Frémont est intronisé maire de Québec.
- 17 mars : le conservateur Pierre-Évariste Leblanc obtient de l'Assemblée législative la création d'un comité d'enquête sur les agissements du député libéral Owen Murphy et du procureur général Arthur Turcotte qu'il accuse d'influences indues[3].
- 19 mars : le Manitoba adopte une loi abolissant les écoles catholiques francophones[9].
- 22 mars : le Manitoba adopte une loi faisant de l'anglais la seule langue officielle de la province[10].
- 28 mars : une motion est présentée à l'Assemblée législative pour y expulser Pierre-Évariste Leblanc[3].
- 31 mars : l'Assemblée législative adopte le rapport du comité sur l'enquête concernant Owen Murphy et Arthur Turcotte mais refuse de les sanctionner[3].

### Avril
- 2 avril : 
  - l'Assemblée législative adopte la loi faisant passer le nombre de districts électoraux de 65 à 73[3].

- - la session parlementaire est prorogée.

### Mai
- 7 mai : l'asile d'aliénés de Longue-Pointe à Montréal est détruit par un incendie qui cause la mort de 150 personnes. Les pertes matérielles sont évaluées à 1 200 000 $[11].
- 15 mai : 15 000 personnes acclament la chanteuse Emma Lajeunesse lors de son retour à Québec à la suite d'une longue tournée américaine[12].
- 12 mai : l'évêque de Trois-Rivières, Louis-François Laflèche, demande au gouvernement fédéral de désavouer la loi sur les écoles du Manitoba[13].
- 16 mai : le premier ministre Honoré Mercier annonce des élections générales pour le 17 juin. Il déclare également que sa campagne électorale portera sur le thème de l'autonomie provinciale[14].
- 19 mai : Arthur Boyer est nommé ministre sans portefeuille[3].
- 23 mai : à Ottawa, le secrétaire d'État, Joseph-Adolphe Chapleau, annonce qu'il emmène la cause des écoles franco-catholiques du Manitoba en cour[15].

### Juin
- 9 juin : Joseph-Émery Robidoux devient le nouveau secrétaire de la province[3].
- 17 juin : le Parti national d'Honoré Mercier remporte les élections générales avec 42 candidats élus contre 27 conservateurs, 1 candidat du Parti ouvrier et 6 candidats indépendants. Le ministre Arthur Turcotte est cependant battu dans Trois-Rivières[16].
- 30 juin : Honoré Mercier nomme Charles Langelier à la présidence du Conseil exécutif. C'est la première fois depuis 1867 que le premier ministre n'exerce pas cette charge.

### Juillet
- 2 juillet : le Club national du Parti libéral fête sa dernière victoire électorale lors d'un grand banquet à l'Hôtel Windsor de Montréal. Honoré Mercier y prononce un discours dans lequel il réclame l'autonomie des provinces, la suppression du veto fédéral et une augmentation des subsides[17].
- 12 juillet : Charles Langelier remporte l'élection partielle de Montmorency[3].

### Août
- Août : le monument de Frontenac est la première statue à être érigée sur la façade de l'Hôtel du Parlement[3].

### Septembre
- 29 septembre : David Alexander Ross (en) succède à Charles Langelier comme président du Conseil exécutif[3].

### Octobre
- 4 octobre : le Canadian Year Book publie les noms des 12 plus grandes villes du Canada. La métropole est Montréal avec 202 000 habitants. Québec est troisième (derrière Toronto) avec 65 000 habitants[18].
- 21 octobre : les plans de l'ingénieur Alexandre Bonnin pour le futur pont de Québec sont rendus publics. Ils proposent deux ponts suspendus de part et d'autre de l'île d'Orléans[19].
- 28 octobre : le comte de Paris arrive à Québec en visite où il est accueilli par le maire Frémont ainsi que de nombreux dignitaires[20].

### Novembre
- 4 novembre : 
  - ouverture de la première session de la 7e législature. Le discours du Trône annonce la fondation d'une école d'agriculture ainsi que celle d'une école normale moderne qui serait érigée sur les Plaines d'Abraham à Québec[19].
  - Félix-Gabriel Marchand est nommé orateur de l'Assemblée législative. En l'absence du chef conservateur Louis-Olivier Taillon, qui a été défait dans son comté de Montcalm lors de la dernière élection générale, c'est le député de Beauce, Jean Blanchet, qui agit comme chef de l'opposition officielle[3].
- 21 novembre : Mercier présente un projet de loi créant une faculté de médecine pour l'Université Laval de Montréal[21].
- 22 novembre : le libéral Émery Lalonde Junior (en) est réélu lors d'une élection partielle dans Vaudreuil. Son élection, en juin dernier, avait ensuite été invalidée[3].
- 29 novembre : l'Université Laval déclare ne pas s'opposer au projet de loi devant créer une faculté de médecine à sa filiale de Montréal. Le même jour, le projet de loi est adopté à l'unanimité[22].

### Décembre
- 5 décembre : lors de son discours du budget, Joseph Shehyn annonce des dépenses de 5 312 907 $ et des recettes de 3 588 920 $ pour l'année budgétaire 1889-1890[23].
- 18 décembre : un train de l'Intercolonial déraille à Saint-Joseph-de-Lévis au moment où il va traverser un viaduc. Les voitures, remplies de passagers, dévalent le long du talus vingt pieds en contrebas. L'accident fait cinq morts et semble avoir été causé par le défaut d'une rail qui a cédé sous le poids du train[24].

## Naissances
- 28 février - Joe Malone (joueur de hockey sur glace) († 15 mai 1969)
- 11 mars - Sprague Cleghorn (joueur de hockey sur glace) († 12 juillet 1956)
- 12 avril - Adrien Hébert (peintre) († 20 juin 1967)
- 14 avril - Antoine Bernard (personnalité religieuse) († 14 décembre 1967)
- 20 avril - Maurice Duplessis (premier ministre du Québec) († 7 septembre 1959)
- 27 mai - Arthur Petrie (comédien, humoriste, meneur de revue burlesque)  († 2 avril 1957)
- 9 juin - Marie Gérin-Lajoie (féministe) († 7 janvier 1971)
- 10 juin - Charles Marchand (chanteur) († 1er mai 1930)
- 26 juin - James Arthur Mathewson (politicien) († 23 août 1963)
- 10 juillet - Rodolphe Mathieu (musicien) († 29 juin 1962)
- 10 septembre - Vital Cliche (homme politique) († 23 février 1976)
- 29 septembre - Oscar Drouin (politicien) († 16 juillet 1953)

## Décès
- 2 janvier - Marie-Anne Blondin (personnalité religieuse) (º 18 avril 1809)
- 17 janvier - François-Xavier-Anselme Trudel (politicien) (º 28 avril 1838)
- 8 février - Léger Brousseau (éditeur) (º 21 mai 1826)
- 9 février - Edmond Lareau (écrivain et politicien) (º 13 mars 1848)
- 2 mars - Louis Archambeault (notaire et homme politique)  (º 7 novembre 1814)
- 4 avril
  - - Charles Joseph Alleyn (maire de Québec) (º 19 septembre 1817)
  - - Pierre-Joseph-Olivier Chauveau (premier ministre du Québec) (º 30 mai 1820)
- 11 juillet - François-Xavier Dulac (agriculteur, homme d'affaires et homme politique) (º 26 juillet 1841)